# Juegos Panafricanos de 1973

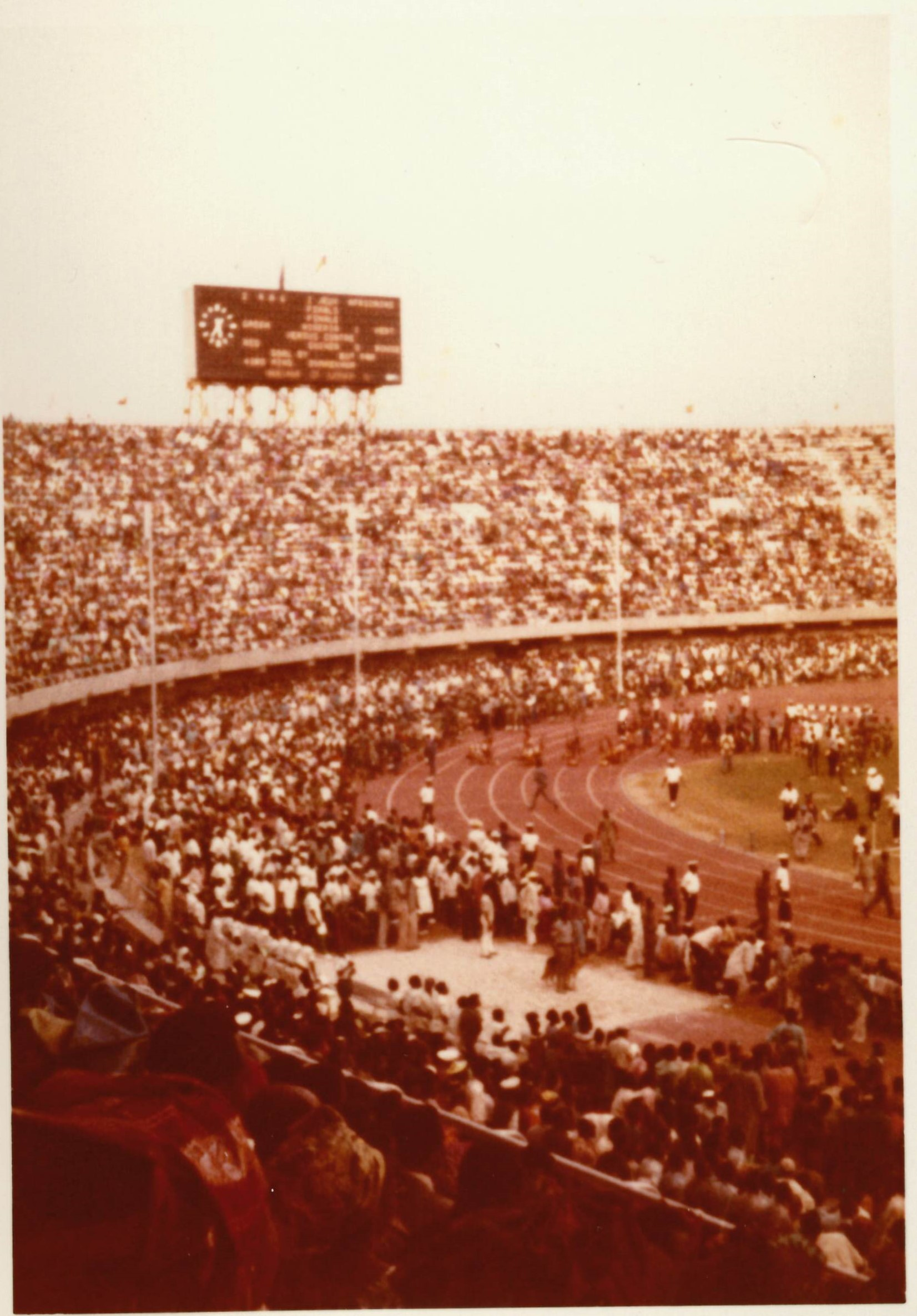
Juegos Panafricanos de 1973

Los II Juegos Panafricanos se celebraron en Lagos (Nigeria), del 7 al 18 de enero de 1973, bajo la denominación Lagos 1973.
Participaron un total de xxx deportistas representantes de xx países africanos. El total de competiciones fue de 92 repartidas en 11 deportes.

## Medallero
| Núm. | País              | Oro | Plata | Bronce | Total |
| ---- | ----------------- | --- | ----- | ------ | ----- |
| 1    | Egipto            | 25  | 16    | 15     | 56    |
| 2    | Nigeria           | 18  | 25    | 20     | 63    |
| 3    | Kenia             | 9   | 9     | 18     | 38    |
| 4    | Uganda            | 8   | 6     | 6      | 20    |
| 5    | Ghana             | 7   | 7     | 13     | 27    |
| 6    | Túnez             | 4   | 6     | 3      | 13    |
| 7    | Argelia           | 4   | 5     | 13     | 22    |
| 8    | Etiopía           | 4   | 3     | 6      | 13    |
| 9    | Senegal           | 4   | 2     | 6      | 12    |
| 10   | Costa de Marfil   | 2   | 0     | 4      | 6     |
| 11   | Marruecos         | 1   | 3     | 3      | 7     |
| 12   | Sudán             | 1   | 1     | 1      | 3     |
| 13   | Guinea            | 1   | 1     | 0      | 2     |
| 13   | Mali              | 1   | 1     | 0      | 2     |
| 13   | Tanzania          | 1   | 1     | 0      | 2     |
| 16   | Zambia            | 1   | 0     | 6      | 7     |
| 17   | Somalia           | 1   | 0     | 0      | 1     |
| 18   | Madagascar        | 0   | 2     | 3      | 5     |
| 19   | Camerún           | 0   | 1     | 3      | 4     |
| 19   | Congo-Brazzaville | 0   | 1     | 3      | 4     |
| 21   | Gambia            | 0   | 1     | 0      | 1     |
| 21   | Níger             | 0   | 1     | 0      | 1     |
| 23   | Dahomey           | 0   | 0     | 1      | 1     |
| 23   | Suazilandia       | 0   | 0     | 1      | 1     |
| 23   | Togo              | 0   | 0     | 1      | 1     |
| TOT  |                   | 92  | 92    | 119    | 303   |

| Predecesor: Brazaville 65 | II Juegos Panafricanos 1973 | Sucesor: Argel 78 |

- Datos: Q1210644
- Multimedia: 1973 All-Africa Games / Q1210644